# 上网本

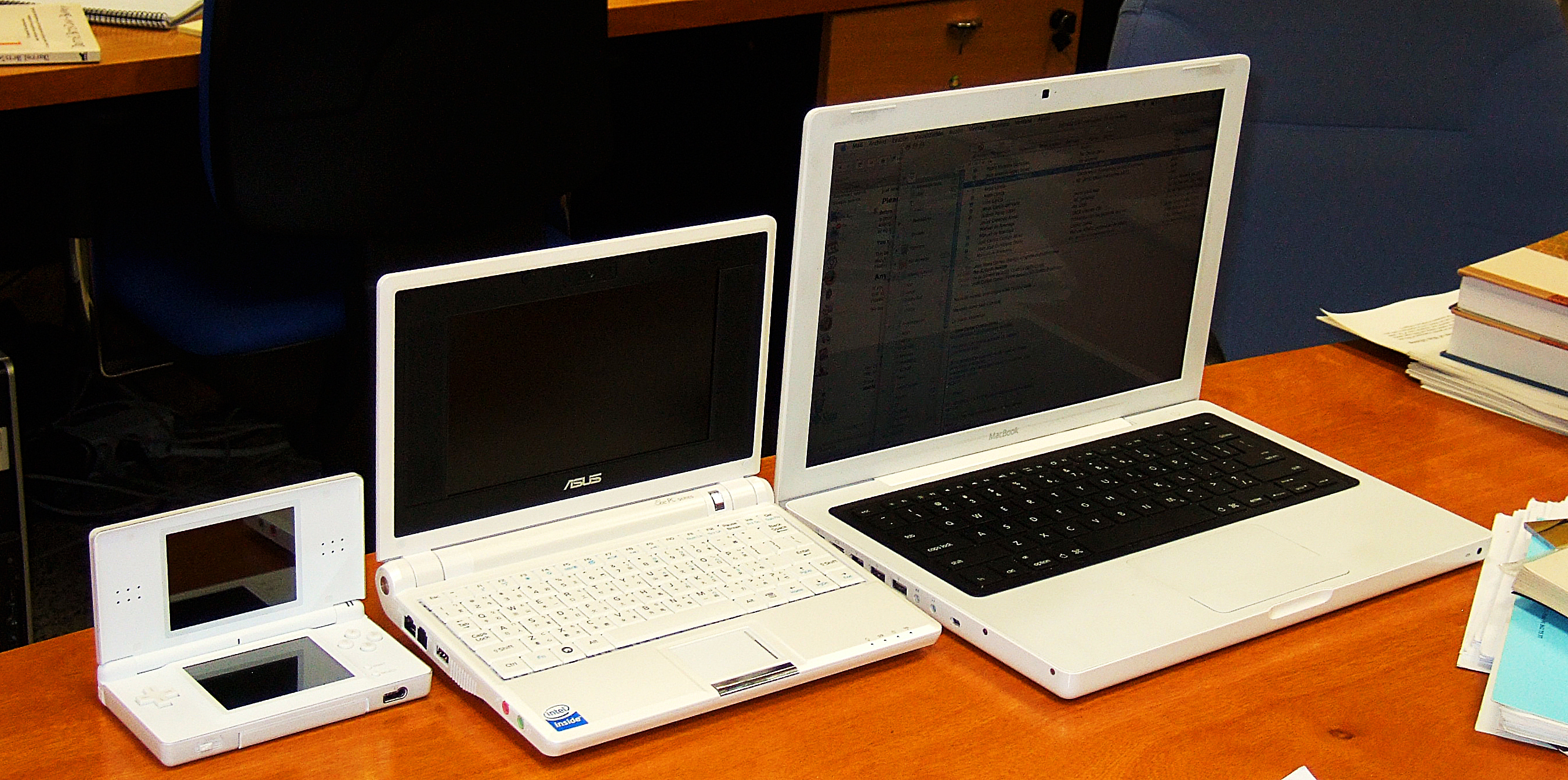
小筆電尺寸介於筆記型電腦和遊戲機之間

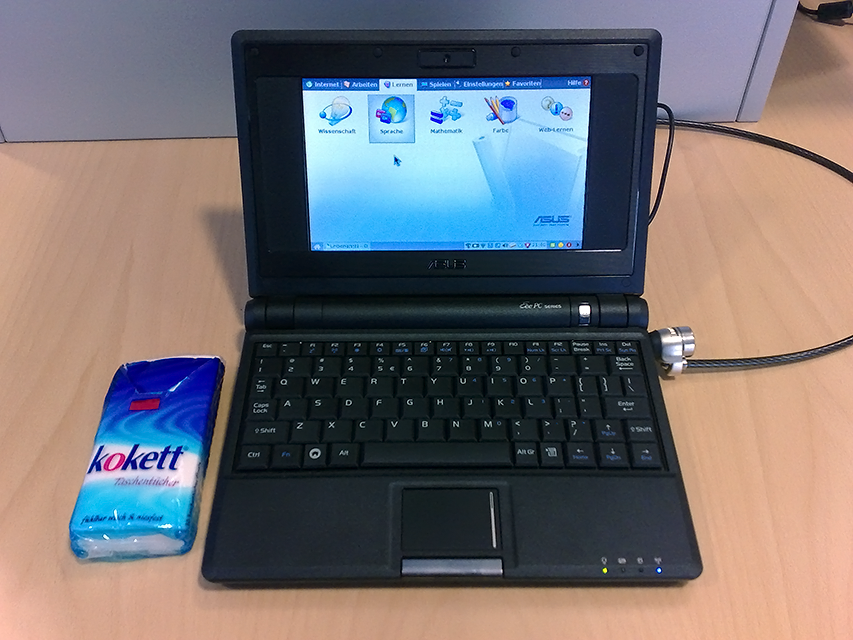
ASUS Eee PC

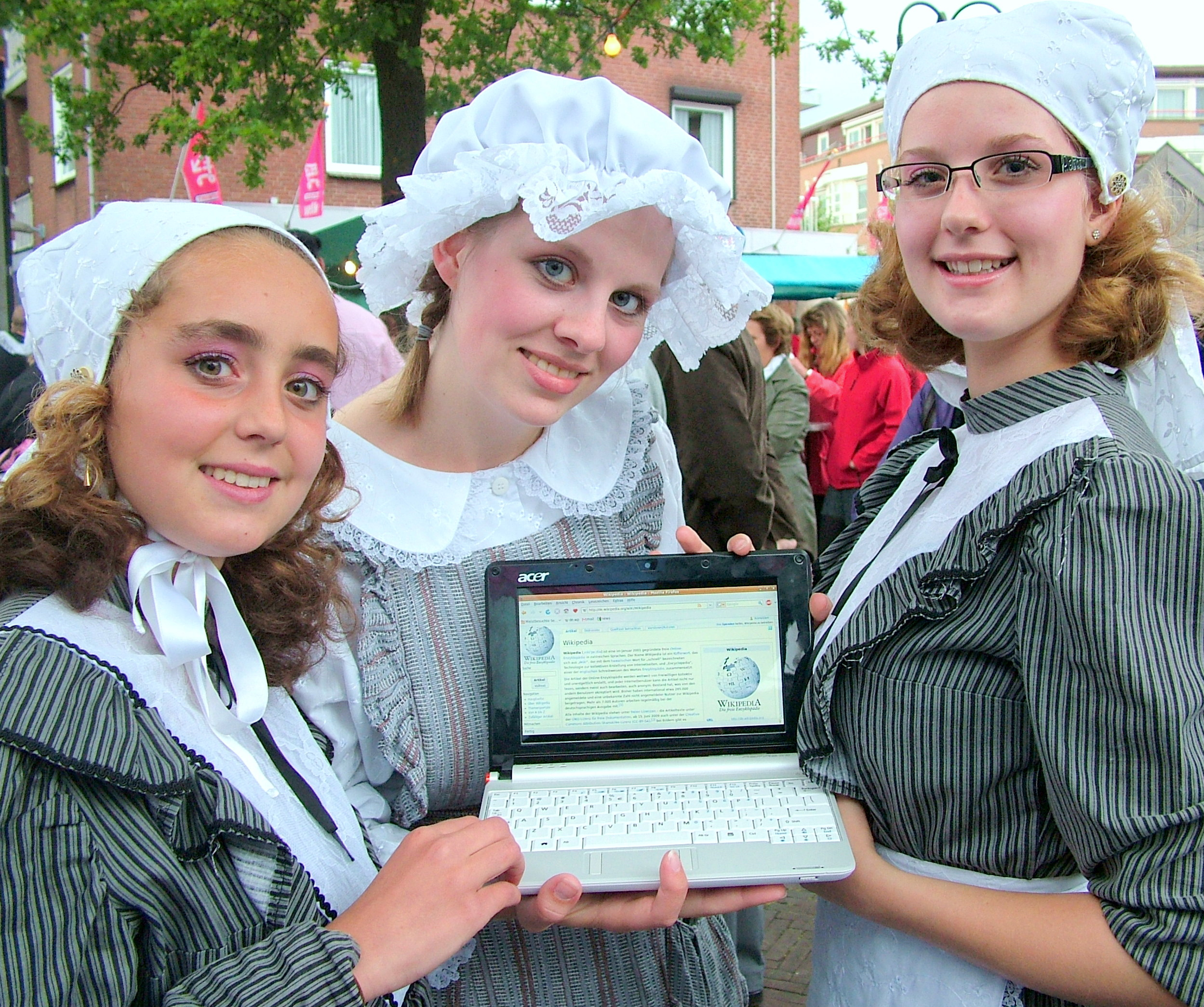
宏碁Aspire One

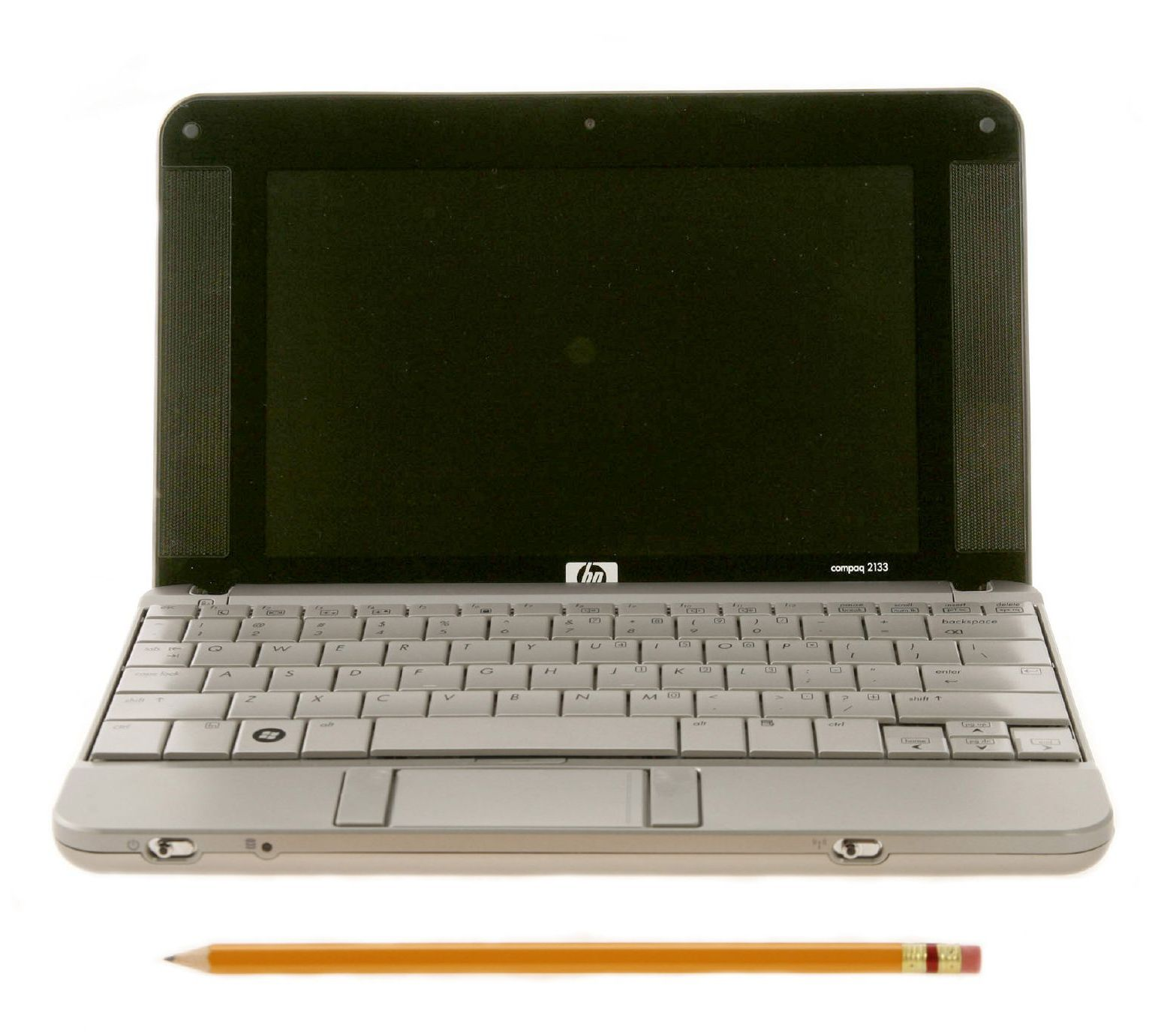
HP Mini 2133

2008年下半年美國市場筆記本電腦的上網本佔比

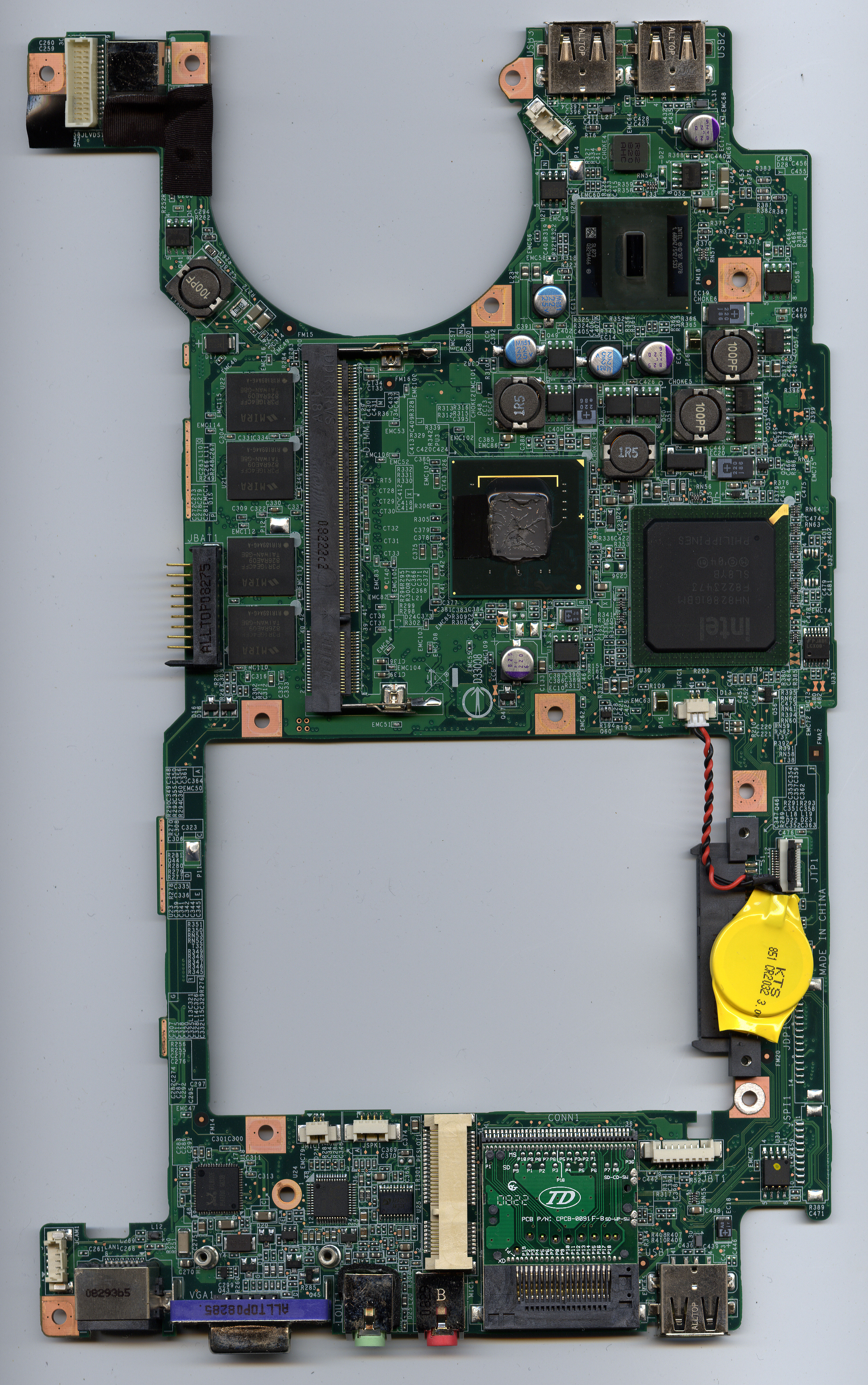
微星Wind Netbook使用Intel Atom的主機板

上网本（netbook）這個名詞由加拿大ATIC公司於1996年6月提出，当时作为“可上网”的笔记本在北美市场销售。后来这个商标出售给加美（多伦多、加州）的一家笔记本电脑公司继续作为笔记本的商标。当时强调的是多功能、可直接上网、便攜的网络型筆記本電腦（Network-linkable notebook）。
随着英特爾学生本兴起，英特爾公司於2008年2月刷新對上网本一詞的定義，以形容一種低價、體積小、便攜和功能精简的小型筆記本電腦（subnotebook），俗稱Netbook。这些笔记本电脑设计为允许使用者通过内部安装的软件或者云计算，实现互联网访问或者其他基本的功能（亦即Net一詞之意，如文字处理）。与上网本类似的廉价、功能精简的桌面电脑被称作Nettop。上网本和Nettop两种平台都使用了低电压、低功率的CPU，例如Intel Atom，VIA C7 或是AMD Geode。螢幕尺寸大多為10至12吋，較早期產品為7至9吋。
大部份主要的小筆電製造公司受到平板電腦崛起的影響，在2012年底之前停止生產小筆電產品。小筆電產品在市場上被平板電腦和Chromebook取代，平板電腦和Chromebook以類似小筆電的形式改變了網絡計算機概念。

## 历史
早期上网本全部安装的是Windows操作系统。由于市场竞争激烈激烈，合并成风，在Y2K时代，ATIC公司卖掉了这个商标。
根据2008年7月21日的《纽约时报》报道，国际数据公司（IDC）预测，由于经济增长导致电脑市场扩张，上网本的产量会从2007年的少于50万部，增长至2012年的9千万部。同时，在微软停止向普通计算机销售Windows XP后，它仍然继续为上网本和Nettop提供Windows XP。
2008年8月，Intel预计到2011年，上网本的销量将超过5千万部。
2009年3月3日，資通訊专栏作家保尔·伯基恩（Paul Bergevin）曾经预测：
|                                                      | 上网本是“专门为无线通讯和网络访问而设计的小型手提电脑，价格大约为250美元。因此上网本拥有抢占大量市场份额的潜力。虽然上网本和全功能的笔记本电脑之间有明显的区别，但我的预感告诉我，将会有成千上万的人被这种廉价的笔记本电脑吸引。上网本将大大拓展全球个人计算机的市场，而具体会有多大的影响还是未知。” |
| ——保尔·伯基恩（Paul Bergevin），Thoughts on Netbooks | |

据统计，擁有上网本的使用者，大约有70%的用户不满意，主要的问题有：电脑速度慢、屏幕分辨率低、键盘太小且反应能力差、沒有光驱，以及使用寿命不长等。因此，在平板电脑普及后，上网本销量快速下滑。
许多主要的上网本制造公司在2012年底之前停止生产它们2。012年9月，华硕宣布停止生产Eee PC，将会全面退出上网本市场，改以平板电脑代替。2013年1月1日开始，华硕与宏碁皆停止上网本生产，成为最后两间生产上网本的公司。估计至2015年后，上网本可能会完全退出市场。
然而到了2015年4月，经过大幅更新的MacBook以极轻薄的设计搭配12寸显示屏，又为上网本投入生力军。直到2019年7月此机型停售，宣告上网本完全退出市场。

## 產品
曾經出現在市場上屬於上网本類別的有：
- 華碩 Eee PC
- 宏碁 Aspire One
- 戴爾 Inspiron Mini 9，VYE Mini-V，OLPC XO-1，One A110
- 惠普 HP Mini系列 HP Mini 1000，HP Mini 2140，Skytone Alpha-400，CloudBook，Classmate PC，HP Mini 110
- LG X110
- MSI Wind PC
- GIGABYTE M912 series／T1028 series／S1024／M1022 series
- 聯想 IdeaPad S9／IdeaPad S10／IdeaPad S10E／IdeaPad S10-2／IdeaPad S12
- VIA OpenBook
- 神舟 優雅Q120C
- 方正 BiG1
- 清華同方 imini S1
- 海爾 X101
- SAMSUNG NC10
- BenQ U101
- 東芝 NB100 NB200
- harni T10W
- SONY VAIO VGN-P13GH／VAIO VGN-P15G
- Apple MacBook 12吋版本

Moblin project（Intel Mobile Internet Device）為設備類型提供支持。夭折的Palm Foleo，也可被歸類為上网本。